# Omeko
 (juin 2020).
Albums de Akosh S. Unit
Imafa
(1998) Élettér
(1999)
Omeko est un album live du groupe de jazz Akosh S. Unit, mené par le saxophoniste free jazz hongrois Akosh Szelevényi, sorti en 1998 sur le label Barclay. Il constitue un diptyque avec Imafa, sa version studio.

## Liste des titres
Toutes les chansons sont écrites et composées par Akosh Szelevényi.
| 1.    | Itt      | 3:07  |
| 2.    | Kopáron  | 12:42 |
| 3.    | Omeko    | 11:50 |
| 4.    | Sebes I  | 7:46  |
| 5.    | Sebes II | 12:19 |
| 6.    | Erdély   | 11:59 |
| 7.    | Furulya  | 3:06  |
| 62:50 |          |       |

## Membres du groupe
- Akosh Szelevényi : saxophones (alto, soprano), clarinette basse, kaval, flûtes, trompette, gardon, sansa, percussion, voix, jug, xylophone
- Joe Doherty : violon, violoncelle, saxophone alto, clarinette basse, flûte.
- Bernard Malandain : contrebasse
- Philippe Foch : percussions, batterie algérienne, djembé, cymbales, gongs, cloches, kalimba, chimes, bass drum